# Galium saxatile var. vivianum
Galium saxatile subsp. vivianum é uma variedade de planta com flor pertencente à família Rubiaceae. 
A autoridade científica da variedade é (Kliphuis) Ortega Oliv. & Devesa, tendo sido publicada em Acta Bot. Malac. 28: 206 (2003).

## Portugal
Trata-se de uma variedade presente no território português, nomeadamente em Portugal Continental e no Arquipélago dos Açores.
Em termos de naturalidade é nativa das duas regiões atrás indicadas.

## Protecção
Não se encontra protegida por legislação portuguesa ou da Comunidade Europeia.